# 후루시마 게이토
후루시마 게이토(일본어: 古島 圭人, 1995년 9월 5일~)는 일본의 축구 선수이다.

## 구단 경력
그는 2018년 J3리그의 YSCC 요코하마에 입단했다. 2020년부터 2021년까지 도쿄 유나이티드 FC와 도쿄 무사시노 유나이티드 FC에서 뛰었다.